# Bedoes 2115
Bedoes 2115, noto anche come Bedoes, pseudonimo di Borys Piotr Przybylski (Bydgoszcz, 21 aprile 1998), è un rapper polacco.

## Biografia
Borys Piotr Przybylski nasce a Bydgoszcz, e cresce senza né padre né madre, con sua nonna come tutrice.

## Carriera
Inizia a rappare all'età di 13 anni, pubblicando i suoi primi mixtape due anni dopo. Lascia gli studi dopo aver finito la scuola media, per concentrarsi sulla sua carriera musicale, e nel 2016 firma per l'etichetta SB Maffija. Nel 2017 inizia una collaborazione con il produttore Kubi Producent, pubblicando il suo primo album in studio, Aby śmierć miała znaczenie, contenente le collaborazioni di Solar, Białas, Beteo, White 2115, Kuqe 2115 e ReTo. Sempre prodotto da Kubi Producent, il 30 novembre 2018 pubblica il secondo album Kwiat polskiej młodzieży, che come il precedente raggiunge la prima posizione della classifica polacca.
Il 29 novembre 2019 esce l'album Opowieści z Doliny Smoków, prodotto da Lanek, che vede la partecipazione di artisti come Białas, Taco Hemingway, White 2115, Mr. Polska, Malik Montana, Kuqe 2115 e Blacha 2115. Nel 2021 è la volta del quarto album, dal titolo Rewolucja romantyczna. Nell'aprile 2022 fonda l'etichetta 2115 Label.

## Discografia

### Da solista

#### Album in studio
- 2017 – Aby śmierć miała znaczenie
- 2018 – Kwiat polskiej młodzieży
- 2019 – Opowieści z Doliny Smoków
- 2021 – Rewolucja romantyczna

#### Mixtape
- 2013 – Ganesha's Blessing
- 2013 – Gucci Watch
- 2013 – Najgrubszy z najmłodszych
- 2013 – Anubis's Throne
- 2013 – Frshtillidix
- 2014 – Tbk (to Bartodzieje kurwo)
- 2016 – Squadshits

#### EP
- 2014 – 2114
- 2019 – 2119

### Con i 2115
- 2022 – Rodzinny biznes